# Стжижовская культура
Стжижовская культура, иногда Стрижовская культура (пол. Kultura strzyżowska) — археологическая культура бронзового века на территории Польши и Украины. Является региональным вариантом культуры шнуровой керамики.

## Характеристика
В Польше существовала в первой половине 2-го тысячелетия до н. э. в восточной части Люблинской возвышенности.

## Поселения
Характеризуется небольшими открытыми поселениями, а также кратковременными стоянками, обычно на лёссовых возвышениях или на возвышенных мысах речных террас.
Дома представляли собой главным образом деревянные наземные здания срубовой конструкции, со стенами, обмазанными глиной, ямами для хозяйственных надобностей, сараями и амбарами для зерна. Иногда внутри домов находились очаги.

## Хозяйство
Хозяйство основывалось на животноводстве. Среди домашних животных были представлены: крупный рогатый скот, козы, овцы, свиньи, лошади, гуси и собаки. Также практиковалась охота, рыболовство и собирательство. Довольно хорошо была развита торговля, о чём свидетельствуют многочисленные импортные предметы.

## Погребения
Погребения — скелетные, находились как внутри селений, так и на отдельных некрополях. Тела умерших укладывались на спину, в плоские могилы или в ямы, овальные и прямоугольные, которые иногда обкладывались камнями. Умершего украшали раковинами, керамикой или изделиями из меди, кремня или кости.